# Академия наук и искусств Республики Сербской
Академия наук и искусств Республики Сербской (босн. и хорв. Akademija nauka i umjetnosti Republike Srpske, ANURS, серб. Академија наука и умјетности Републике Српске, АНУРС) — высшая научная, культурная, трудовая и представительская организация Республики Сербской. Главной задачей этого академического института является развитие и поощрение научной и культурной деятельности. Академия является организацией, важной для интересов Республики Сербской. 
В настоящее время Академию возглавляет Райко Кузманович, его заместитель — Любомир Зукович, а генеральный секретарь — академик Драголюб Мирянич. Помимо них, в Президиум также входят академик Веселин Перич, академик Слободан Реметич, академик Бранко Шкундрич, академик Дренка Шечеров-Зечевич и член-корреспондент Раде Михальчич. В состав Академии входят четыре главные отделения, несколько комитетов, центров и институтов, в которых трудятся 150 учёных. Резиденция Академии находится в Баня-Луке. 
В 1993 году Народная скупщина Республики Сербской приняла Закон о Академии наук и искусств Республики Сербской. Однако создана она была только в 1996 году. Учредительная скупщина была проведена 11 октября 1996 года в отеле Бистрица на горе Яхорина. В скупщине приняли участие 65 выдающихся учёных, среди них были глава Сербской академии наук и искусств Александр Деспич, академик Драгутин Вукотич, академик Чедомир Попов. Первым руководителем Академии стал Петар Мандич. До 1999 года она располагалась в городе Источно-Сараево.